# Gare de Takeda (Kyoto)
Pour les articles homonymes, voir Gare de Takeda.
La gare de Takeda (竹田駅, Takeda-eki) est une gare ferroviaire japonaise située dans l'arrondissement de Fushimi à Kyoto. La gare est gérée par la compagnie Kintetsu et le métro de Kyoto.

## Situation ferroviaire
La gare de Takeda  est située au point kilométrique (PK) 3,6 de la ligne Kintetsu Kyoto. Elle marque la fin de la ligne Karasuma.

## Histoire
La gare est inaugurée le 15 novembre 1928 sous le nom Jōnangū-mae. Elle prend son nom actuel en 1940. L'interconnexion avec la ligne Karasuma du métro de Kyoto est ouverte le 11 juin 1988.

## Service des voyageurs

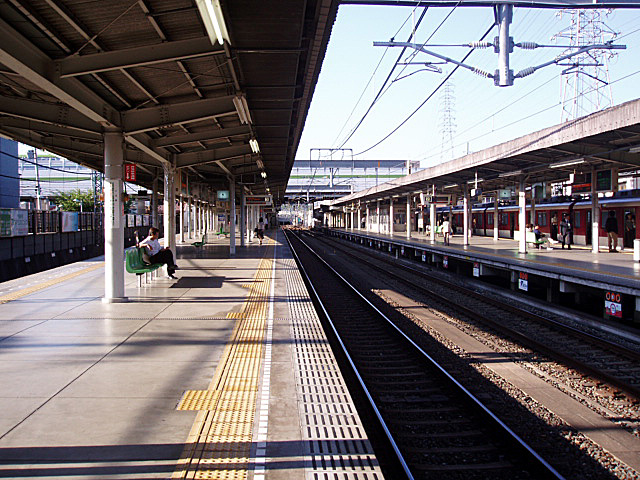
Vue des quais

### Accès et accueil
La gare dispose d'un bâtiment voyageurs, avec guichet, ouvert tous les jours.

### Desserte
- Ligne Kintetsu Kyoto :
  - voies 1 et 2 : direction Yamato-Saidaiji et Kintetsu-Nara
  - voie 4 : direction Kyoto
- Ligne Karasuma :
  - voie 3 : direction Kokusaikaikan